# Neural Turingmaskin
Neural Turingmaskin (NTM) är en arkitektur för neurala nätverk som kombinerar beräkningskraften hos neurala nätverk med den externa minneskapaciteten hos en Turingmaskin. Introducerad av Alex Graves, Greg Wayne och Ivo Danihelka 2014, syftar NTM till att överbrygga klyftan mellan neurala nätverk och traditionell datavetenskap genom att utrusta neurala nätverk med en differentierbar minnesmodul.

## Arkitektur och Funktion
En NTM består av två huvudkomponenter:
- Neuralt nätverk (Kontrollör): Detta nätverk fungerar som "hjärnan" i NTM:en. Det bearbetar indata, styr åtkomsten till minnet och genererar utdata baserat på både indata och minnesinnehåll. Kontrollören kan vara vilken arkitektur som helst, som ett recurrent neuralt nätverk (RNN) eller ett feedforward-nätverk.
- Externt minne: Detta är en matris som lagrar information som NTM:en kan komma åt och modifiera. Till skillnad från interna representationer i traditionella neurala nätverk är det externa minnet adresserbart och differentierbart, vilket möjliggör gradientbaserad optimering.

NTM:en interagerar med det externa minnet genom attentionmekanismer. Dessa mekanismer tillåter NTM:en att fokusera på specifika delar av minnet vid varje tidpunkt, vilket gör det möjligt att lagra och hämta information på ett selektivt och effektivt sätt.

## Fördelar och Användningsområden
NTM:er erbjuder flera fördelar jämfört med traditionella neurala nätverk:
- Förbättrad minneskapacitet: Den externa minnesmodulen ger NTM:er möjlighet att lagra och komma ihåg information under långa perioder, vilket är en begränsning för traditionella neurala nätverk.
- Större flexibilitet: NTM:er kan lära sig att utföra algoritmiska uppgifter som kräver komplexa minnesoperationer, t.ex. sortering, kopiering och återkallning av sekvenser.
- Bättre generaliseringsförmåga: NTM:er har visat sig kunna generalisera väl till osynliga data och uppgifter.

NTM:er har visat lovande resultat inom en rad områden, inklusive:
- Naturlig språkbehandling: Språköversättning, textsammanfattning, frågesvar
- Datorseende: Bildtextning, videosammanfattning
- Förstärkningsinlärning: Navigering, problemlösning

## Begränsningar och Utmaningar
Trots sina fördelar står NTM:er inför vissa utmaningar:
- Träningssvårigheter: Att träna NTM:er kan vara beräkningsmässigt dyrt och instabilt på grund av den differentierbara minnesmodulen.
- Skalbarhet: Att skala upp NTM:er till stora datamängder och komplexa uppgifter är fortfarande en utmaning.
- Tolkningsbarhet: Att förstå hur NTM:er fattar beslut baserat på deras minnesåtkomstmönster är fortfarande en öppen fråga.

## Framtida riktningar
Forskning kring NTM:er är ett aktivt område, och framtida arbete syftar till att ta itu med de nuvarande begränsningarna och utforska nya användningsområden. Några lovande riktningar inkluderar:
- Utveckling av mer effektiva och stabila träningsalgoritmer
- Utforskning av nya minnesarkitekturer och attentionmekanismer
- Tillämpning av NTM:er på mer komplexa uppgifter inom olika domäner